# Mixochlora kalisi
Mixochlora kalisi là một loài bướm đêm trong họ Geometridae.